# Strada del Pamir
La strada del Pamir in tagiko: (роҳи Помир, rohi pomir) in kirghiso: (памир жолу, pamir jolu) in uzbeko: (pomir yo'li) è una tratta della strada M41 e attraversa l'altopiano omonimo collegando la città di Oš (in Kirghizistan) con Khorugh e successivamente Dušanbe (in Tagikistan). 

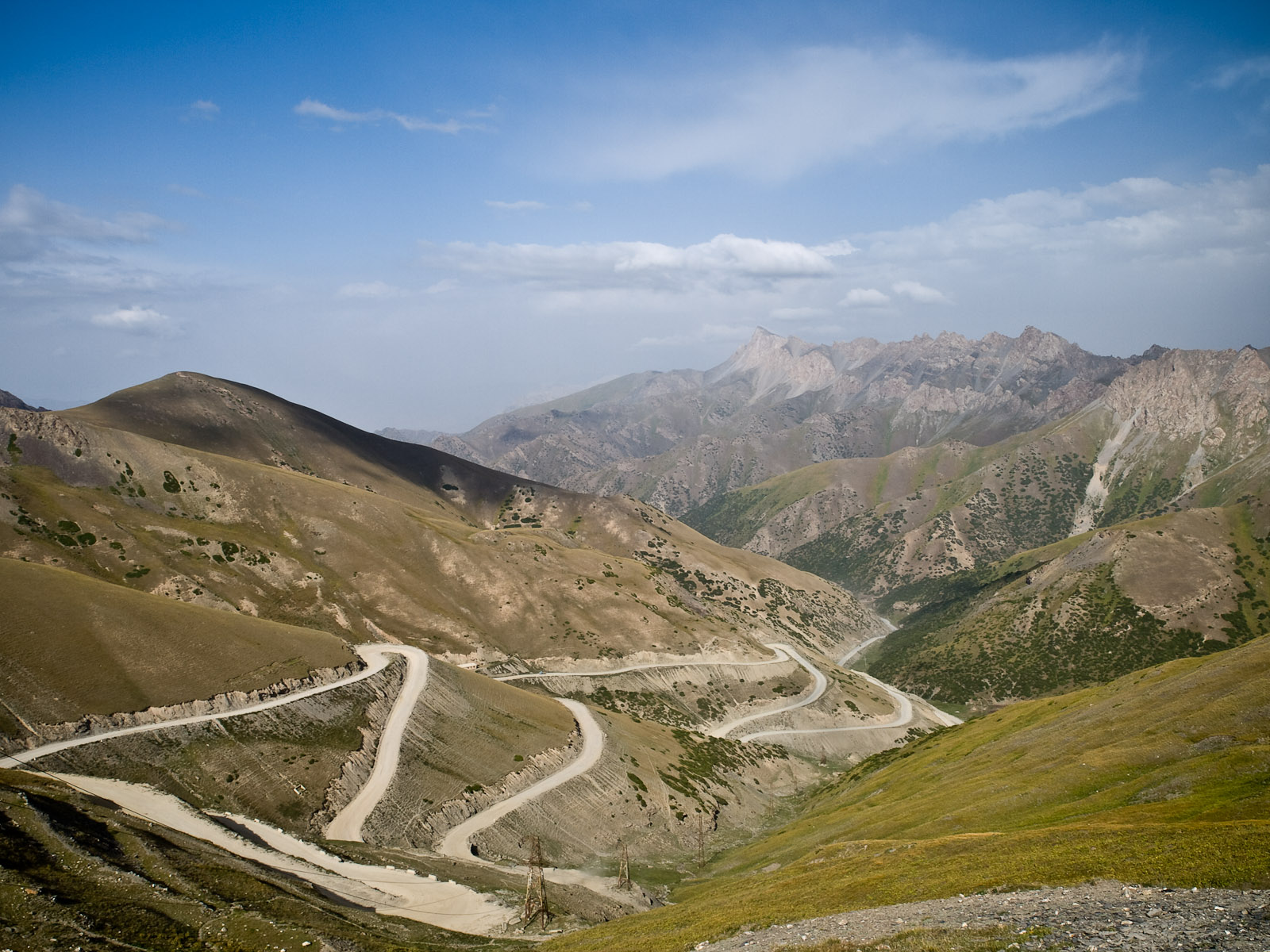
La M41 nel tratto verso il passo Taldyk (3600 m)

Il tratto orientale Oš-Khorugh è lungo 730 km, mentre la parte occidentale, da Khorugh a Dušanbe, è di 520 km. La strada del Pamir è la seconda strada internazionale più alta del mondo dopo quella del Karakorum. La strada, solo parzialmente asfaltata, è spesso danneggiata da terremoti, frane, valanghe e dall'erosione. Non ha però interruzioni e serve tutta la regione autonoma di Gorno-Badachšan.

## Percorso

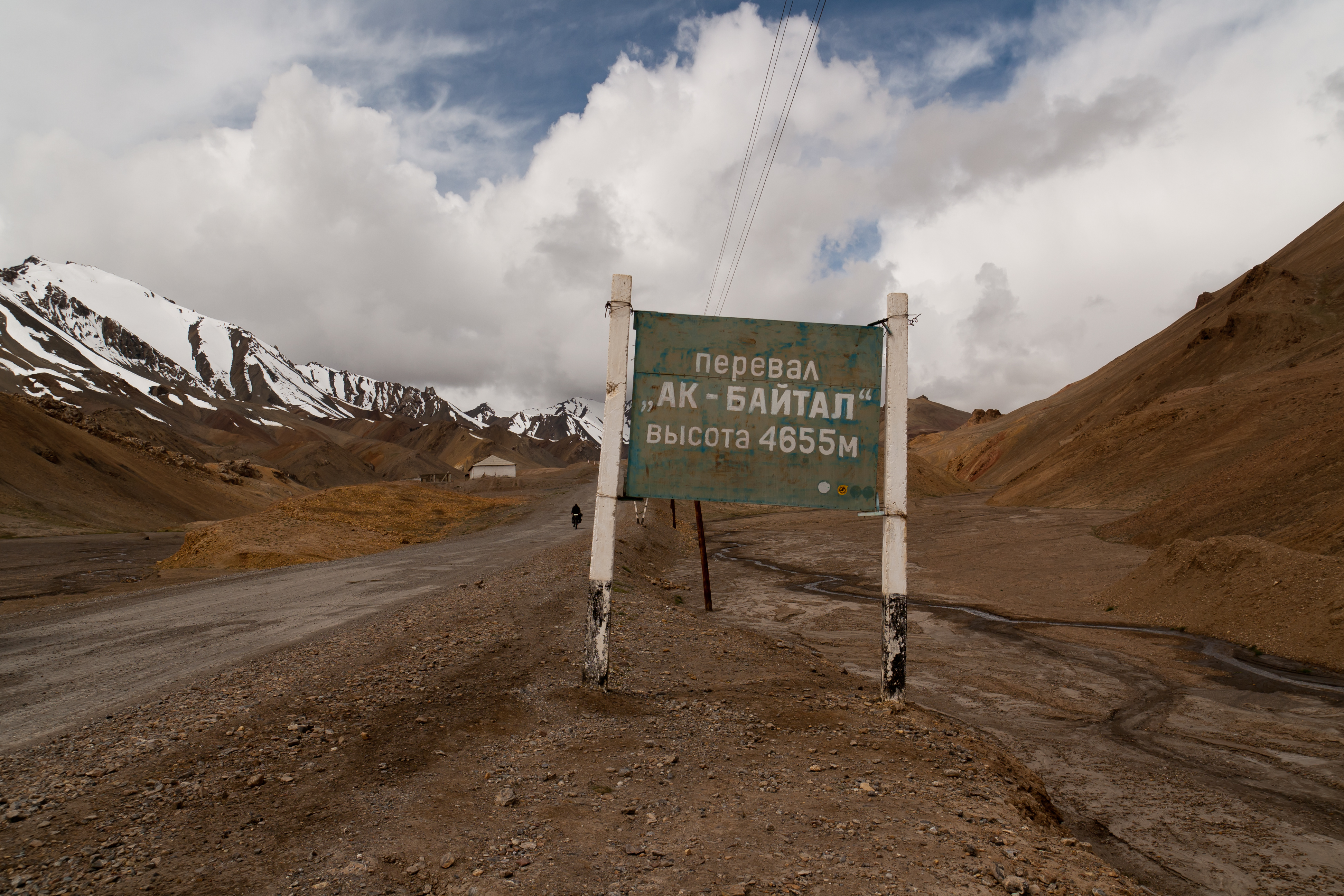
La strada al passo Ak-Bajtal (4655 m).

Da Oš raggiunge la cittadina di Gülçö, poi sale nei monti Alaj al passo Taldyk (3615 m), tocca il villaggio di Sary Taš, attraversa il passo Kyzyl-art (4250 m) tra i monti Trans-Alaj ed entra nel territorio tagico del Gorno-Badachšan. Costeggia il lago Kara-Kul e dopo il passo Ak-Bajtal (4655 m) scende a Murghob (3650 m) ed attraversa l'omonimo fiume. Dopo una serie di passi superiori ai 4000 m scende a Khorugh (2200 m) e svolta a nord seguendo il corso del fiume Panj, che delinea il confine tra Tagikistan e Afghanistan, sino a Qalai-Khumb. Attraversa i fiumi Vahš e Kafirnigan prima di arrivare a Dušanbe.
La M41 prosegue poi verso ovest entrando in Uzbekistan dove attraversa la città di Denov terminando a Termez.

## Descrizione
M41 è l'indicativo della strada originariamente dato dai Sovietici, ma vi sono pochi cartelli lungo la strada che riportano questa indicazione, sono piuttosto presenti sui cartelli le nuove denominazioni, poiché dal crollo dell'URSS il Kirghizistan ed il Tagikistan hanno rinnovato il proprio sistema di numerazione stradale.
L'inizio della costruzione della strada risale alla fine del XIX secolo, nel periodo politico di lotta tra inglesi e russi chiamato il Grande gioco. L'avanzamento sostanziale dei lavori fu portato avanti dall'Unione Sovietica nel corso degli anni del 1930.
Negli anni 2000 la Strada del Pamir è stata collegata con la Strada del Karakorum e quindi con la Cina.
La Strada del Pamir è designata come M-41 attraverso l'Uzbekistan, e precedentemente alla rinumerazione del sistema stradale dei due paesi, in Kirghizistan è denominata EM-05 (ЭМ-05 in cirillico) e poi in Tagikistan RB02 (РБ02 in cirillico) e RB04 (РБ04 in cirillico). Il tratto compreso tra Dušanbe e Murghob porta anche la numerazione europea E008. Il tratto tra Sary Taš e Oš invece porta la numerazione europea E007.
Il livello di costruzione e di manutenzione della strada varia notevolmente lungo il percorso. La pavimentazione è perlopiù in asfalto, ma ci sono anche lunghi tratti sterrati. Il fondo stradale è in buone condizioni nel Kirghizistan e attorno a Dušanbe, ma altrove è fortemente danneggiato o eroso da smottamenti e valanghe.
Il tragitto è anche conosciuto come "l'autostrada dell'eroina", perché ingenti quantitativi di questa droga vengono fatti transitare ogni anno lungo questo percorso.

## Storia
Questa strada coincide con uno dei millenari percorsi della via della seta.
Poco dopo la fondazione della Repubblica Socialista Sovietica Tagica, nel 1929, ebbe inizio la costruzione della strada del Pamir. La costruzione della sezione tra Oš e Khorugh, completata nel 1934, segnò l'inizio di una trasformazione fondamentale della regione del Gorno-Badachšan che precedentemente era del tutto isolata. Il tratto di strada tra Khorugh e Dušanbe fu completato nel 1940.

## Denominazioni

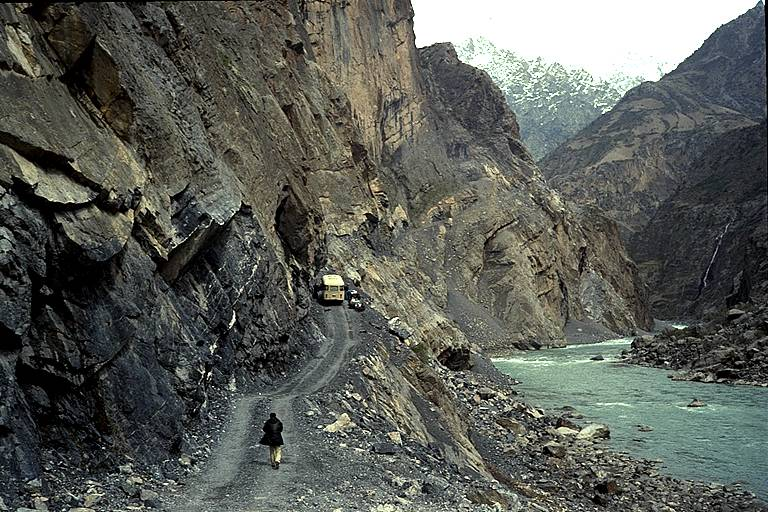
La strada nel tratto Dušanbe-Khorugh (foto del 2007)

- - Uzbekistan
- - Kirghizistan
- ,  - Tagikistan